# Nebelhorn Trophy de 2011
Nebelhorn Trophy de 2011 foi a quadragésima terceira edição do Nebelhorn Trophy, um evento anual de patinação artística no gelo organizado pela União Alemã de Patinação no Gelo (em alemão:  Deutsche Eislauf-Union). A competição foi disputada entre os dias 21 de setembro e 24 de setembro, na cidade de Oberstdorf, Alemanha.

## Eventos
- Individual masculino
- Individual feminino
- Duplas
- Dança no gelo

## Medalhistas
| Evento                        | Ouro                                               | Prata                                          | Bronze                                         |
| Individual masculino detalhes | Yuzuru Hanyu · Japão                               | Michal Březina · República Tcheca              | Stephen Carriere · Estados Unidos              |
| Individual feminino detalhes  | Mirai Nagasu · Estados Unidos                      | Elene Gedevanishvili · Geórgia                 | Joshi Helgesson · Suécia                       |
| Duplas detalhes               | Tatiana Volosozhar · Maxim Trankov · Rússia        | Vera Bazarova · Yuri Larionov · Rússia         | Caydee Denney · John Coughlin · Estados Unidos |
| Dança no gelo detalhes        | Madison Hubbell · Zachary Donohue · Estados Unidos | Nelli Zhiganshina · Alexander Gazsi · Alemanha | Kharis Ralph · Asher Hill · Canadá             |

## Resultados

### Individual masculino
| Pos.              | Nome                 | Nacionalidade    | Pontos | PC         | PL          |
| ----------------- | -------------------- | ---------------- | ------ | ---------- | ----------- |
| Medalha de ouro   | Yuzuru Hanyu         | Japão            | 226.26 | 75.26 (1)  | 151.00 (1)  |
| Medalha de prata  | Michal Březina       | República Tcheca | 215.00 | 69.77 (4)  | 145.23 (2)  |
| Medalha de bronze | Stephen Carriere     | Estados Unidos   | 207.54 | 74.51 (2)  | 133.03 (5)  |
| 4                 | Javier Fernández     | Espanha          | 204.46 | 66.87 (6)  | 137.59 (4)  |
| 5                 | Max Aaron            | Estados Unidos   | 204.17 | 65.64 (8)  | 138.53 (3)  |
| 6                 | Zhan Bush            | Rússia           | 200.58 | 72.01 (3)  | 128.57 (6)  |
| 7                 | Konstantin Menshov   | Rússia           | 194.43 | 66.49 (7)  | 127.94 (8)  |
| 8                 | Jorik Hendrickx      | Bélgica          | 193.25 | 64.93 (9)  | 128.32 (7)  |
| 9                 | Denis Ten            | Cazaquistão      | 187.25 | 68.66 (5)  | 118.59 (9)  |
| 10                | Elladj Baldé         | Canadá           | 165.11 | 60.00 (10) | 105.11 (10) |
| 11                | Samuel Morais        | Canadá           | 154.39 | 56.05 (11) | 98.34 (14)  |
| 12                | Franz Streubel       | Alemanha         | 153.75 | 56.05 (12) | 97.70 (15)  |
| 13                | Javier Raya          | Espanha          | 150.53 | 47.70 (14) | 102.83 (11) |
| 14                | Romain Ponsart       | França           | 147.81 | 54.26 (13) | 93.55 (16)  |
| 15                | Ari-Pekka Nurmenkari | Finlândia        | 145.58 | 46.01 (15) | 99.57 (12)  |
| 16                | Kim Min-seok         | Coreia do Sul    | 143.03 | 44.14 (16) | 98.89 (13)  |
| 17                | Valtter Virtanen     | Finlândia        | 125.53 | 39.88 (18) | 85.65 (17)  |
| 18                | Mitchell Chapman     | Austrália        | 110.98 | 41.53 (17) | 69.45 (19)  |
| 19                | Boyito Mulder        | Países Baixos    | 105.73 | 35.85 (19) | 69.88 (18)  |
| WD                | Kevin Alves          | Brasil           | —      | — (WD)     |             |
| WD                | Tatsuki Machida      | Japão            | —      | — (WD)     |             |

### Individual feminino
| Pos.              | Nome                 | Nacionalidade  | Pontos | PC         | PL         |
| ----------------- | -------------------- | -------------- | ------ | ---------- | ---------- |
| Medalha de ouro   | Mirai Nagasu         | Estados Unidos | 167.46 | 58.38 (1)  | 109.08 (1) |
| Medalha de prata  | Elene Gedevanishvili | Geórgia        | 146.92 | 50.56 (2)  | 96.36 (2)  |
| Medalha de bronze | Joshi Helgesson      | Suécia         | 138.73 | 47.91 (5)  | 90.82 (3)  |
| 4                 | Shion Kokubun        | Japão          | 134.66 | 49.07 (4)  | 85.59 (5)  |
| 5                 | Viktoria Helgesson   | Suécia         | 133.52 | 43.36 (9)  | 90.16 (4)  |
| 6                 | Sarah Hecken         | Alemanha       | 128.04 | 49.07 (3)  | 78.97 (8)  |
| 7                 | Joelle Forte         | Estados Unidos | 122.74 | 45.80 (7)  | 76.94 (9)  |
| 8                 | Francesca Rio        | Itália         | 120.49 | 39.72 (12) | 80.77 (6)  |
| 9                 | Sonia Lafuente       | Espanha        | 120.10 | 39.81 (11) | 76.94 (7)  |
| 10                | Nathalie Weinzierl   | Alemanha       | 116.88 | 40.58 (10) | 76.30 (10) |
| 11                | Yrétha Silété        | França         | 111.83 | 45.41 (8)  | 66.42 (17) |
| 12                | Park Yong-joon       | Coreia do Sul  | 109.11 | 38.16 (14) | 70.95 (12) |
| 13                | Kerstin Frank        | Áustria        | 107.11 | 39.66 (13) | 67.45 (15) |
| 14                | Adriana DeSanctis    | Canadá         | 105.34 | 33.07 (19) | 72.27 (11) |
| 15                | Karen Kemanai        | Japão          | 104.51 | 34.19 (18) | 70.32 (13) |
| 16                | Irina Movchan        | Ucrânia        | 104.41 | 37.19 (15) | 67.22 (16) |
| 17                | Victoria Muniz       | Porto Rico     | 103.36 | 35.57 (17) | 67.79 (14) |
| 18                | Isabelle Pieman      | Bélgica        | 97.20  | 36.64 (16) | 60.56 (19) |
| 19                | Clara Peters         | Irlanda        | 91.27  | 29.96 (21) | 61.31 (18) |
| 20                | Manouk Gijsman       | Países Baixos  | 84.32  | 30.49 (20) | 53.83 (21) |
| 21                | Marina Seeh          | Sérvia         | 83.57  | 28.81 (22) | 54.76 (20) |
| WD                | Ksenia Makarova      | Rússia         | —      | 45.95 (6)  | — (WD)     |
| WD                | Tiffany Packard Yu   | Hong Kong      | —      | — (WD)     |            |

### Duplas
| Pos.              | Nome                                      | Nacionalidade  | Pontos | PC        | PL         |
| ----------------- | ----------------------------------------- | -------------- | ------ | --------- | ---------- |
| Medalha de ouro   | Tatiana Volosozhar / Maxim Trankov        | Rússia         | 183.65 | 57.91 (1) | 125.74 (1) |
| Medalha de prata  | Vera Bazarova / Yuri Larionov             | Rússia         | 165.23 | 52.50 (4) | 112.73 (2) |
| Medalha de bronze | Caydee Denney / John Coughlin             | Estados Unidos | 162.73 | 57.56 (2) | 105.17 (4) |
| 4                 | Maylin Hausch / Daniel Wende              | Alemanha       | 159.30 | 53.40 (3) | 105.90 (3) |
| 5                 | Paige Lawrence / Rudi Swiegers            | Canadá         | 141.24 | 48.97 (5) | 92.27 (5)  |
| 6                 | Jessica Dubé / Sébastien Wolfe            | Canadá         | 135.64 | 47.17 (6) | 88.47 (7)  |
| 7                 | Tiffany Vise / Don Baldwin                | Estados Unidos | 132.65 | 43.59 (7) | 89.06 (6)  |
| 8                 | Mari Vartmann / Aaron Van Cleave          | Alemanha       | 123.93 | 37.28 (9) | 86.65 (8)  |
| 9                 | Danielle Montalbano / Evgeni Krasnapolski | Israel         | 106.27 | 37.30 (8) | 68.97 (9)  |

### Dança no gelo
| Pos.              | Nome                                  | Nacionalidade    | Pontos | DC         | DL         |
| ----------------- | ------------------------------------- | ---------------- | ------ | ---------- | ---------- |
| Medalha de ouro   | Madison Hubbell / Zachary Donohue     | Estados Unidos   | 139.01 | 54.82 (2)  | 84.19 (1)  |
| Medalha de prata  | Nelli Zhiganshina / Alexander Gazsi   | Alemanha         | 137.66 | 55.03 (1)  | 82.63 (2)  |
| Medalha de bronze | Kharis Ralph / Asher Hill             | Canadá           | 133.94 | 52.03 (3)  | 81.91 (3)  |
| 4                 | Cathy Reed / Chris Reed               | Japão            | 125.54 | 47.90 (5)  | 77.64 (4)  |
| 5                 | Isabella Tobias / Deividas Stagniūnas | Lituânia         | 125.24 | 49.06 (4)  | 76.18 (5)  |
| 6                 | Anastasia Olson / Jordan Cowan        | Estados Unidos   | 119.42 | 45.84 (6)  | 73.58 (6)  |
| 7                 | Sara Hurtado / Adrià Díaz             | Espanha          | 117.61 | 44.89 (7)  | 72.72 (7)  |
| 8                 | Tarrah Harvey / Keith Gagnon          | Canadá           | 114.70 | 43.84 (8)  | 70.86 (8)  |
| 9                 | Kira Geil / Tobias Eisenbauer         | Áustria          | 111.10 | 42.30 (10) | 68.80 (9)  |
| 10                | Louise Walden / Owen Edwards          | Reino Unido      | 106.45 | 43.83 (9)  | 62.62 (12) |
| 11                | Alisa Agafonova / Alper Uçar          | Turquia          | 104.28 | 41.11 (11) | 63.17 (10) |
| 12                | Gabriela Kubová / Dmitri Kiselev      | República Tcheca | 102.09 | 40.95 (12) | 61.14 (13) |
| 13                | Olesia Karmi / Max Lindholm           | Finlândia        | 98.41  | 35.61 (14) | 62.80 (11) |
| 14                | Henna Lindholm / Ossi Kanervo         | Finlândia        | 96.46  | 36.25 (13) | 60.21 (14) |

## Quadro de medalhas
| Ordem | País             | Medalha de ouro | Medalha de prata | Medalha de bronze |    | Ordem por total |
| ----- | ---------------- | --------------- | ---------------- | ----------------- | -- | --------------- |
| 1     | Estados Unidos   | 2               |                  | 2                 | 4  | 1               |
| 2     | Rússia           | 1               | 1                |                   | 2  | 2               |
| 3     | Japão            | 1               |                  |                   | 1  | 3               |
| 4     | Alemanha         |                 | 1                |                   | 1  | 3               |
| 4     | Geórgia          |                 | 1                |                   | 1  | 3               |
| 4     | República Tcheca |                 | 1                |                   | 1  | 3               |
| 7     | Canadá           |                 |                  | 1                 | 1  | 3               |
| 7     | Suécia           |                 |                  | 1                 | 1  | 3               |
| TOTAL | TOTAL            | 4               | 4                | 4                 | 12 | —               |